# Regine Hildebrandt
Pour les articles homonymes, voir Hildebrandt.
Regine Hildebrandt, née le 26 avril 1941 à Berlin et morte le 26 novembre 2001 à Woltersdorf, est une femme politique est-allemande. Membre du Parti social-démocrate de la RDA, elle est ministre du Travail et des Affaires sociales entre 1989 et 1990, au sein du dernier gouvernement est-allemand avant la réunification allemande.

## Sources
- (de) Cet article est partiellement ou en totalité issu de l’article de Wikipédia en allemand intitulé « Regine Hildebrandt » (voir la liste des auteurs).

## Annexe